# Arj
ARJ è un software di archiviazione file, scritto da Robert K. Jung, e commercializzato dalla sua azienda ARJ Software Inc.
ARJ significa Archiviato da Robert Jung. Attualmente è un software che non ha vasta diffusione.

## Storia
ARJ insieme a PKZIP fu uno dei due principali programmi di archiviazione nel periodo che andava dagli inizi fino alla metà degli anni novanta. Il livello di compressione di ARJ era lievemente migliore di quello di PKZIP 1.02, ma, di contro, ARJ era apprezzabilmente più lento di PKZIP (o equivalentemente si può definire PKZIP sensibilmente più veloce, menzionando il fatto che PKZIP era uno dei programmi di compressione più veloci del suo tempo). Parti di ARJ erano protette da brevetto negli Stati Uniti ((EN)  US5140321, United States Patent and Trademark Office, Stati Uniti d'America.), era però possibile acquisire le licenze d'uso in termini più liberi rispetto a PKZIP.
Di massima ARJ era meno popolare di PKZIP, ma ARJ acquisì un maggior gradimento nel corso dell'era delle BBS. Ciò fu largamente dovuto alla capacità di ARJ di creare e gestire gli archivi multi-volume (archivi suddivisi in file più piccoli e quindi più pratici per la trasmissione per telefono o per la distribuzione con floppy disk). La funzionalità, benché presente anche su PKZIP, in ARJ era molto più semplice e intuitiva.
ARJ inoltre consentiva all'utilizzatore di modificare il livello di compressione, con ciò guadagnando popolarità negli utenti delle reti amatoriali a pacchetto come Fidonet, che utilizzavano le impostazioni del programma per la bassa compressione per poter invece sfruttare meglio gli algoritmi di compressione dei modem (quali l'MNP o il v.42bis), sempre nell'ottica di ridurre il costo delle telefonate interurbane che erano insite nell'adesione a quelle reti.
Attualmente ARJ ha perso buona parte delle sue quote di mercato e presumibilmente l'assenza di un'interfaccia grafica è stata una delle cause che ha contribuito alla virtuale scomparsa dal mondo degli utilizzatori di personal computer.
Ciò malgrado, grazie alla ben ideata funzionalità di suddivisione degli archivi, alcuni utilizzatori abituati a ARJ utilizzano tuttora il programma per la generazione di backup costituiti da file da copiare in seguito su floppy disk. È da segnalare che anche WinRAR (e altri programmi di compressione tipo RAR) hanno una funzionalità molto simile per la creazione di archivi suddivisi, ma WinRAR si è diffuso molto più tardi, nei primi anni duemila. Una funzione interessante di ARJ, non presente in altri programmi di compressione, è la capacità di aggiungere, cancellare e/o modificare file all'interno degli archivi multi-volume.